# Napaea
Napaea es un género con 14 especies de fanerógamas perteneciente a la familia  Malvaceae.

## Especies
| - Napaea crispa Moench - Napaea dioecia Hill - Napaea dioica L. - Napaea discolor Alef. - Napaea divaricata Alef. - Napaea hermaphrodita L. - Napaea incurva Moench | - Napaea laevis L. - Napaea latifolia Blanco - Napaea lobata Moench - Napaea palmata Moench - Napaea pulchella Alef. - Napaea rhombifolia Moench - Napaea scabra L. |

- Datos: Q3335868
- Multimedia: Napaea / Q3335868
- Especies: Napaea (Malvaceae)